# Hồ Tấn Quyền
Hồ Tấn Quyền (1927-1963), nguyên là một sĩ quan Hải Quân cao cấp của Quân đội Việt Nam Cộng hòa, cấp bậc Hải quân Đại tá. Ông xuất thân từ khóa đầu tiên tại trường Sĩ quan Hải quân do Chính phủ Quốc gia Việt Nam tiếp quản và thành lập từ cơ sở Hải quân của Pháp chuyển giao cho Hải quân Việt Nam đặt tại một tỉnh thuộc Duyên hải miền Trung Việt Nam. Ông là vị Tư lệnh thứ ba của Quân chủng Hải Quân từ tháng 8 năm 1959 cho đến khi bị sát hại vào ngày 1 tháng 11 năm 1963.

## Tiểu sử và binh nghiệp
Ông sinh ngày 1 tháng 11 năm 1927 tại Hải Châu, Đà Nẵng, trong một gia đình Nho học. Nguyên quán ông ở Kim Long, huyện Hương Trà, tỉnh Thừa Thiên. Năm 1947, ông tốt nghiệp Trung học chương trình Pháp tại trường Quốc học Khải Định Huế với văn bằng Tú tài toàn phần (Part II). Tháng 8 cùng năm, ông thi vào trường Hàng hải Thương thuyền. Tháng 12 năm 1948, ông tốt nghiệp sĩ quan Thuyền trưởng Hàng hải, phục vụ ở ngành này cho đến khi gia nhập quân đội.

### Quân đội Quốc gia Việt Nam
Cuối năm 1951, ông và một số sĩ quan Hàng hải được tuyển chọn gia nhập Hải quân Quân đội Quốc gia thành phần trong Quân đội Liên hiệp Pháp. Theo học khóa 1 tại trường Sĩ quan Hải quân Nha Trang, khai giảng ngày 1 tháng 1 năm 1952. Với tổng số 9 khóa sinh, tất cả đều được đưa xuống Hàng không Mẫu hạm Arromanches để huấn luyện chuyên nghiệp, sau đó luân chuyển qua các Chiến hạm Viễn Đông của Hải quân Pháp (vì Trung tâm Huấn luyện Hải quân Nha Trang đang trong thời kỳ xây dựng). Đến tháng 7, cả khóa trở lại Nha Trang tiếp tục thụ huấn. Ngày 1 tháng 10 cùng năm, mãn khóa tốt nghiệp với cấp bậc Hải quân Thiếu úy ngành chỉ huy. Ra trường, ông được điều động phục vụ trong Giang đoàn Xung phong. Ngày 1 tháng 10 năm 1953, ông được thăng cấp Hải quân Trung úy giữ chức Chỉ huy phó Giang đoàn Xung phong. Tháng 7 năm 1954, ông được thăng cấp Hải quân Đại úy, nhận lãnh và làm Hạm trưởng đầu tiên Giang hạm HQ-535 do Hải quân Pháp chuyển giao cho Hải quân Việt Nam.

### Quân đội Việt Nam Cộng hòa
Ngày Quốc khánh Đệ Nhất Cộng hòa 26 tháng 10 năm 1956, sau một năm từ Quân đội Quốc gia chuyển sang phục vụ Quân đội Việt nam Cộng hòa, ông được thăng cấp Hải quân Thiếu tá đảm nhiệm chức vụ Chỉ huy trưởng Hải khu Đà Nẵng. Thời điểm này ông cùng với Đại tá Linh Quang Viên là quan sát viên cuộc thao diễn Hải quân Liên phòng Đông Nam Á trên Hàng không Mẫu hạm Enterprise trong 15 ngày từ Singapore đến vịnh Subic Philippines. Đến giữa năm 1957, ông được cử làm Tham mưu trưởng trong Bộ Tư lệnh Hải quân do Thiếu tá Trần Văn Chơn làm Tư lệnh.
Thượng tuần tháng 8 năm 1959, ông được bổ nhiệm chức vụ Tư lệnh Hải quân thay thế Thiếu tá Trần Văn Chơn được cử đi du học trường Cao đẳng Hải chiến tại Hoa Kỳ. Ngày Quốc khánh tháng 10 cùng năm, ông được thăng cấp Hải quân Trung tá tại nhiệm. Ông được đánh giá là người có lòng nhiệt thành, tầm nhìn xa rộng và có công lao lớn trong việc xây dựng Quân chủng Hải quân. Đặc biệt ông rất trung thành với Tổng thống Ngô Đình Diệm. Giữa năm 1960, ông có sáng kiến thành lập Lực lượng Hải thuyền để ngăn chận sự xâm nhập người và vũ khí của Quân đội Bắc Việt.
Ngày 11 tháng 11 năm 1960, bộ đôi sĩ quan gồm: Đại tá Nguyễn Chánh Thi và Trung tá Vương Văn Đông cầm đầu cuộc đảo chính lật đổ Chính quyền Tổng thống Ngô Đình Diệm, ông đích thân đem quân vào Dinh Độc Lập cứu nguy, khiến cho cuộc đảo chính vừa nổ ra đã bị thất bại. Ngày 27 tháng 2 năm 1962, khi hai phi công Trung úy Nguyễn Văn Cử và Trung úy Phạm Phú Quốc dùng máy bay dội bom Dinh Độc Lập, ông chỉ đạo các Chiến hạm Hải quân, bắn đạn bay đan kín vùng trời, bảo vệ Tổng thống. Ngay sau đó ông được thăng cấp Hải quân Đại tá tại nhiệm. Ngày 3 tháng 1 năm 1963, ông được cử làm Chỉ huy trưởng cuộc hành quân "Sóng tình thương", bình định và an dân tại Năm Căn, Cà Mau.
Ngày 1 tháng 11 năm 1963, một số sĩ quan cao cấp trong quân đội đã tổ chức thành công cuộc đảo chính Tổng thống Ngô Đình Diệm, ông là một trong số rất ít sĩ quan chỉ huy thật sự trung thành với Ngô Đình Diệm.
Vào lúc 9 giờ 45 sáng ngày 1 tháng 11 đúng vào ngày sinh nhật của ông, ông bị sát hại dã man trên xa lộ Biên Hòa hướng đi lên Thủ Đức, chỉ vì ông không đồng thuận với nhóm tướng tá cầm đầu cuộc đảo chính. Cùng đi trên xe với ông có hai sĩ quan Hải quân dưới quyền là Thiếu tá Trương Học Lực, Chỉ huy trưởng Vùng 3 Sông ngòi và Đại úy Nguyễn Kim Hương Giang, Chỉ huy trưởng Giang đoàn 24 Xung phong kiêm Chỉ huy trưởng Đoàn Giang vận. Hai sĩ quan này được lệnh của các tướng cầm đầu cuộc đảo chính loại bỏ ông ra khỏi chức vụ Tư lệnh Quân chủng Hải quân nên đã lừa ông ra Thủ Đức và hạ sát ông tại rừng cao su. Vì nếu ông còn là Tư lệnh, ông sẽ chỉ huy Hải quân ứng cứu Tổng thống Diệm, với lòng trung thành của ông cộng với Lực lượng Hải quân lúc bấy giờ, có thể cuộc đảo chính sẽ đi đến chỗ thất bại. Ông bị sát hại khi mới 36 tuổi.
Ngay sau đó, Hội đồng Quân nhân Cách mạng do tướng Dương Văn Minh làm Chủ tịch liền bổ nhiệm Đại tá Chung Tấn Cang vào chức vụ Tư lệnh Quân chủng Hải Quân.

## Gia đình
- Phu nhân: Bà Lê Thị Bích Tùng

Ông bà có bảy người con gồm 1 trai, 6 gái:
Hồ Tấn Bích Thủy (Trưởng nữ. Giáo sư Pháp văn), Hồ Tấn Bích Tiên, Hồ Tấn Bích Trà, Hồ Tấn Bích Thư, Hồ Tấn Bích Tuyền, Hồ Tấn Bích Trang, Hồ Tấn Phú Quốc.